# Gary Brooker
Gary Brooker (London, 1945. május 29. – Surrey, 2022. február 19.) angol dalszerző, énekes, zongorista, a Procol Harum alapítója és frontembere. Különösen 1967-es The Whiter Shade of Pale című világslágeréről ismert.

## Életpályája

### Korai évei
A kelet-londoni Hackney Kórházban született. Hackney-ben nőtt fel, majd a család Middlesexbe költözött Édesapja, Harry Brooker, profi zenész volt, aki pedálos steel gitáron játszotta Felix Mendelssohn Hawaii szerenádjait. Gyermekkorában Brooker megtanult zongorán, kornetton és harsonán játszani. 1954-ben a család a Southend-on-Sea tengerparti üdülőhelyére, Essexbe költözött. Édesapja Gary 11 éves korában szívrohamban meghalt. A Southend Municipal College-ba ment zoológiát és botanikát tanulni, ám ezt otthagyta, hogy hivatásos zenész legyen.

### Karrierje
Brooker 1962-ben alapította meg a a Paramounts együttest gitáros barátjával, Robin Trowerrel. Ez a zenekar az egyike volt az 1960-as években virágzó brit R&B együtteseknek, The Beatles, The Animals, The Spencer Davis Group, Rolling Stones mellett. A Paramountsnak különösen jó kapcsolatai voltak a Rolling Stones együttessel – az 1960-as évek elején többször is színpadra állt velük.
1966-ban Brooker barátjával, Keith Reiddel megalapította a Procol Harumot. A "A Whiter Shade of Pale" világhírű sláger lett. A Procol Harum sikerében Brooker melankolikus énekhangja és érzelmes, eklektikus zongorajátéka kulcsfontosságú szerepet játszott. Az első években Brooker, Matthew Fisher, illetve Trower volt az irányadó zenei erő a zenekar mögött, de miután túl nagyok lettek a stílusbeli különbségek, Fisher és Trower távoztak. Ezután Brooker vált az egyértelmű vezetővé. Brooker szólókarrierbe kezdett, és 1979-ben kiadta a „No More Fear of Flying” című albumot.
Ugyanebben az évben Brooker csatlakozott barátja és szomszédja, Eric Clapton együtteséhez. Együtt adták ki az Another Ticket című stúdióalbumot. 
Bár Clapton 1981-ben megvált az együttestől, Brookerrel attól fogva is jó barátok maradtak, és sok éven át szomszédok voltak Surrey Hillsben. Brooker éveken át Claptonnal tartott jótékonysági koncertjein. Brooker a Alan Parsons Project "Limelight" című dalában énekelt az 1985-ös Stereotomy című albumon. Brooker énekelte Ad Visser holland előadó Hi-Tec Heroes című albumáról vett "No News from the Western Frontier" című dalt.

## Magánélete és halála
1968 júliusában Brooker feleségül vette Françoise Riedót ("Franky"), egy svájci au pairt, akivel 1965 körül ismerkedett meg. A párnak nem lett gyermeke.
Brooker rákban hunyt el Surreyben 2022. február 19-én, 76 éves korában.

## Díjai, elismerései
2003. június 14-én megkapta a Member of the Order of the British Empire (MBE) címet a 2003 Queen's Birthday Honours alkalmából, jótékonysági tevékenységéért.

## Szerzői jogi vita "A Whiter Shade of Pale"-ről
2005-ben a Procol Harum korábbi orgonistája, Matthew Fisher pert indított Brooker és kiadója ellen, azt állítva, hogy ő a dal zenéjének társszerzője.  Fisher 2006. december 20-án megnyerte az ügyet, de az általa igényelt 50 %-os mértékű szerzői jogdíj helyett a bíróság csak 40 %-ot ítélt meg neki, és azt is csak a 2005 utáni időszak vonatkozásában.

## Szóló diszkográfiája

### Studióalbumok
- 1979: No More Fear of Flying (AUS #94) [13]
- 1982: Lead Me to the Water[14]
- 1985: Echoes in the Night[15]

### Helyszíni album
- 1996: Within Our House[16]

### Kislemezei
- 1979: "Savannah"[17]
- 1979: "Say It Ain't So Joe"[17]
- 1979: "No More Fear of Flying"[17]
- 1980: "Leave The Candle"[17]
- 1982: "Cycle (Let It Flow)"[17]
- 1982: "Low Flying Birds"[18]
- 1982: "The Angler"[19]
- 1984: "The Long Goodbye"[17]
- 1985: "Two Fools in Love"[17]
- 1987: "No News from the Western Frontier"

### Közreműködőként
- 1970: All Things Must Pass (George Harrison) – zongorán[20]
- 1971: Distant Light (The Hollies) – organ on track 11, "Long Dark Road"[21]
- 1978: Juppanese (Mickey Jupp – billentyűsök, orgona, zongora, producer (2. oldal)[22]
- 1978: Five Three One – Double Seven O Four (The Hollies) – vokál a 4. számban "Harlequin"[23]
- 1981: Another Ticket (Eric Clapton) – track 8, "Catch Me If You Can"[24]
- 1985: Stereotomy (Alan Parsons Project) – lead vocals on track 4, "Limelight"[25]
- 1993: The Red Shoes (Kate Bush) – Hammond on track 2, "And So Is Love", track 9, "Constellations of the Heart" and track 12, "You're the One"[26]
- 1999: Driver's Eyes (Ian McDonald) – track 11, "Let There Be Light"[27]
- 2003: Concert for George (George Harrison-emlékkoncert)[28]
- 2005: Aerial (Kate Bush) – orgona, ének[29]

## Fordítás
- Ez a szócikk részben vagy egészben  a   Gary Brooker című angol Wikipédia-szócikk fordításán alapul.  Az eredeti cikk szerkesztőit annak laptörténete sorolja fel. Ez a jelzés csupán a megfogalmazás eredetét és a szerzői jogokat jelzi, nem szolgál a cikkben szereplő információk forrásmegjelöléseként.